# Stiklestad
Stiklestad is een plaats in de Noorse gemeente Verdal, provincie Trøndelag. 
op 29 juni 1030 werd bij deze plaats de Slag bij Stiklestad uitgevochten, waarbij Olaf II van Noorwegen sneuvelde. Sinds 1954 wordt ieder jaar rond 29 juli het openluchtschouwspel over de heilige Olaf opgevoerd dat inmiddels wordt bezocht door meer dan 600.000 mensen.